# Invídia
Invídia o Enveja (en llatí Invidia) fou una deïtat romana personificació de la venjança i de la gelosia, parent amb la deessa grega Nèmesi, que només tenia la venjança a les seves atribucions. En la iconografia apareix sovint amb una corona i un vel al cap. És descrita com a filla del gegant Pal·les i d'Estix (Styx). Ovidi li dedica un capítol al llibre dos de Les Metamorfosis: «…Se'n va a l'estatge de l'Enveja, sollat de negra sang corrompuda. La casa és amagada a l'indret més profund de la vall, allà on el so no lluu, on cap vent no troba camí, trista i plena de fred entumidor, i on el foc manca sempre i la boira abunda.…»
Era considerada a més protectora dels militars victoriosos i dels gladiadors. Per això als amfiteatres sovint hi havia un altar, com a l'amfiteatre de Tarragona.